# ワールドゲームズ2022ソフトボール競技
ワールドゲームズ2022ソフトボール競技（英: The World Games 2022 softball competition）は、2022年7月にアメリカ合衆国アラバマ州バーミングハムで開催されたワールドゲームズ2022（TWG2022）におけるソフトボール競技。本大会は世界野球ソフトボール連盟（WBSC）により女子ソフトボールの世界タイトルとして公認されている。

## 概要
当初は2021年7月に開催予定であったが、COVID-19パンデミックの影響で東京オリンピックが1年延期されたことを受け、ワールドゲームズは2022年7月に延期された。これに伴い大会名も「ワールドゲームズ2021」から「ワールドゲームズ2022」に変更された。
ワールドゲームズ2022には、東京オリンピックの出場6ヵ国にプエルトリコとチャイニーズタイペイを加えた当時のWBSCランキング上位8ヵ国が出場。当初は中国が出場予定であったが、COVID-19パンデミックによる渡航規制で辞退したため、プエルトリコが代わって出場した。
世界野球ソフトボール連盟（WBSC）は、本大会について「優勝チームは女子ソフトボールの世界タイトルも獲得する」という内容の記事を発表している。WBSCの公式記録によると、第16回世界選手権が2018年、第17回ワールドカップが2023/24年となっている一方で、2022年のワールドゲームズの出場国についてもワールドカップ大会の実績（出場回数・優勝回数など）にカウントされている。
ソフトボール競技は、ワールドゲームズ2022における全34競技中、最高のチケット販売枚数および観客動員数を記録した。

## 出場国
各チームの出場選手については「Softball at the 2022 World Games – Squads」を参照
| 大陸連盟     | チーム               | 出場回数         | 備考              |
| ------------ | -------------------- | ---------------- | ----------------- |
| アジア       | チャイニーズタイペイ | 16大会連続16回目 | WBSCランキング6位 |
| アジア       | 日本                 | 12大会連続15回目 | WBSCランキング2位 |
| オセアニア   | オーストラリア       | 17大会連続17回目 | WBSCランキング8位 |
| 南北アメリカ | アメリカ             | 17大会連続17回目 | WBSCランキング1位 |
| 南北アメリカ | カナダ               | 16大会連続16回目 | WBSCランキング3位 |
| 南北アメリカ | プエルトリコ         | 05大会連続11回目 | WBSCランキング5位 |
| 南北アメリカ | メキシコ             | 03大会連続07回目 | WBSCランキング4位 |
| ヨーロッパ   | イタリア             | 05大会連続13回目 | WBSCランキング7位 |

日本代表メンバー
| ポジション   | 名前               | 年齢         | 所属                         | 備考         |
| 日本代表選手 | 日本代表選手       | 日本代表選手 | 日本代表選手                 | 日本代表選手 |
| ------------ | ------------------ | ------------ | ---------------------------- | ------------ |
| 投手         | 020三輪さくら      | 23歳         | トヨタレッドテリアーズ       |              |
| 投手         | 160藤田倭          | 31歳         | ビックカメラ高崎ビークイーン |              |
| 投手         | 180勝股美咲        | 22歳         | ビックカメラ高崎ビークイーン |              |
| 投手         | 270後藤希友        | 21歳         | トヨタレッドテリアーズ       |              |
| 捕手         | 240切石結女        | 22歳         | トヨタレッドテリアーズ       |              |
| 捕手         | 250我妻悠香        | 27歳         | ビックカメラ高崎ビークイーン |              |
| 内野手       | 030工藤環奈        | 23歳         | ビックカメラ高崎ビークイーン |              |
| 内野手       | 040市口侑果        | 30歳         | ビックカメラ高崎ビークイーン |              |
| 内野手       | 070坂本結愛        | 26歳         | 日立サンディーバ             |              |
| 内野手       | 100川畑瞳          | 26歳         | デンソーブライトペガサス     |              |
| 内野手       | 140内藤実穂        | 28歳         | ビックカメラ高崎ビークイーン |              |
| 外野手       | 060石川恭子        | 26歳         | トヨタレッドテリアーズ       |              |
| 外野手       | 080原田のどか      | 30歳         | 太陽誘電ソルフィーユ         |              |
| 外野手       | 090中川彩音        | 23歳         | 豊田自動織機シャイニングベガ |              |
| 外野手       | 230藤本麗          | 23歳         | ビックカメラ高崎ビークイーン |              |
| スタッフ     |                    |              |                              |              |
| 監督         | 宇津木麗華         | 59歳         | ビックカメラ高崎ビークイーン |              |
| コーチ       | ルーシー・カサレス | 62歳         | 豊田自動織機シャイニングベガ |              |

## 最終順位
| 順位 | チーム               | 大陸連盟     | 試 | 勝 | 敗 |
| ---- | -------------------- | ------------ | -- | -- | -- |
| 1    | アメリカ             | 南北アメリカ | 5  | 5  | 0  |
| 2    | 日本                 | アジア       | 5  | 4  | 1  |
| 3    | チャイニーズタイペイ | アジア       | 5  | 3  | 2  |
| 4位  | オーストラリア       | オセアニア   | 5  | 2  | 3  |
| 5位  | プエルトリコ         | 南北アメリカ | 5  | 3  | 2  |
| 6位  | カナダ               | 南北アメリカ | 5  | 2  | 3  |
| 7位  | イタリア             | ヨーロッパ   | 5  | 1  | 4  |
| 8位  | メキシコ             | 南北アメリカ | 5  | 0  | 5  |